# Ulanendenkmal (Rhöndorf)

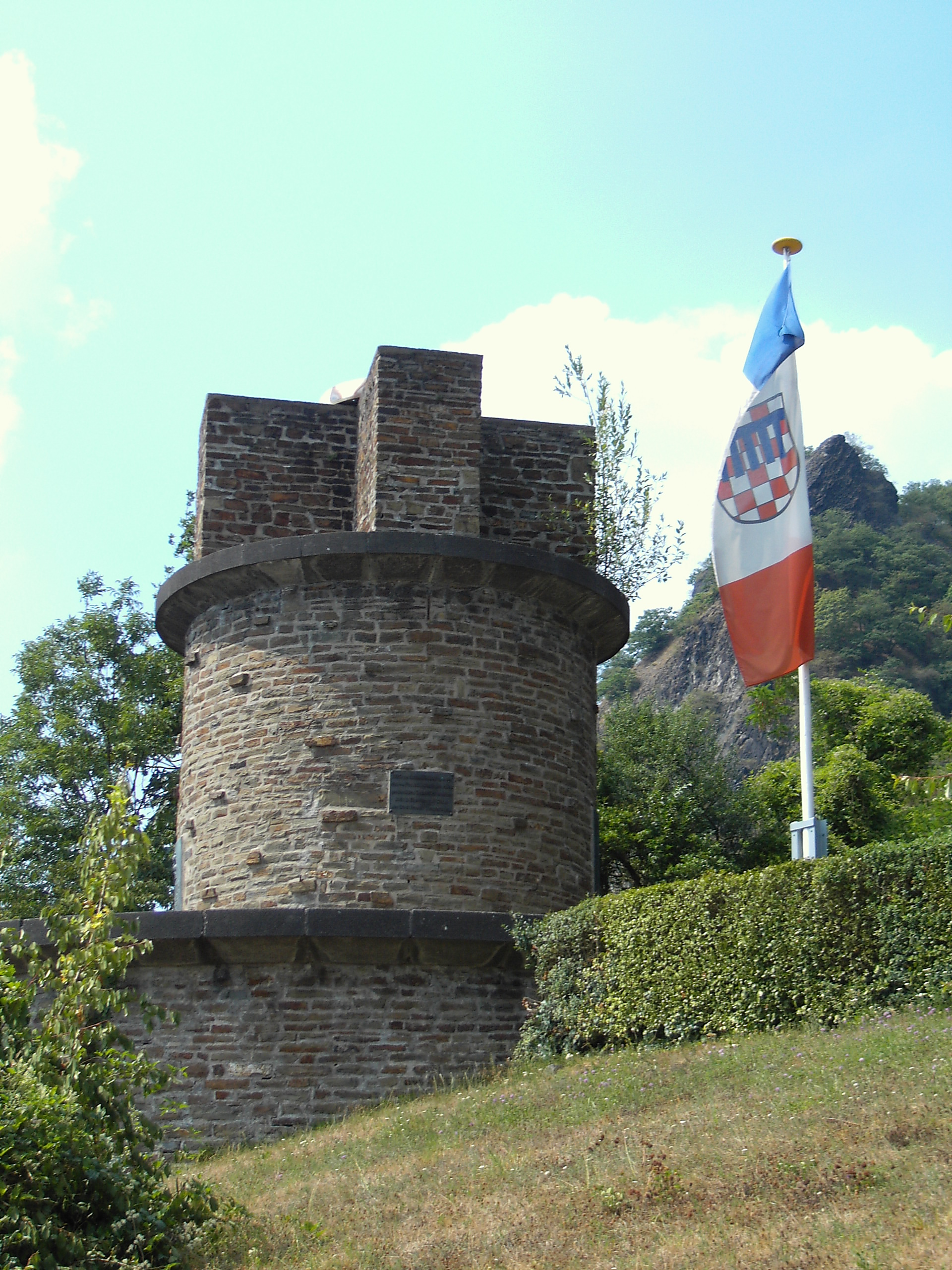
Ulanendenkmal (2006)

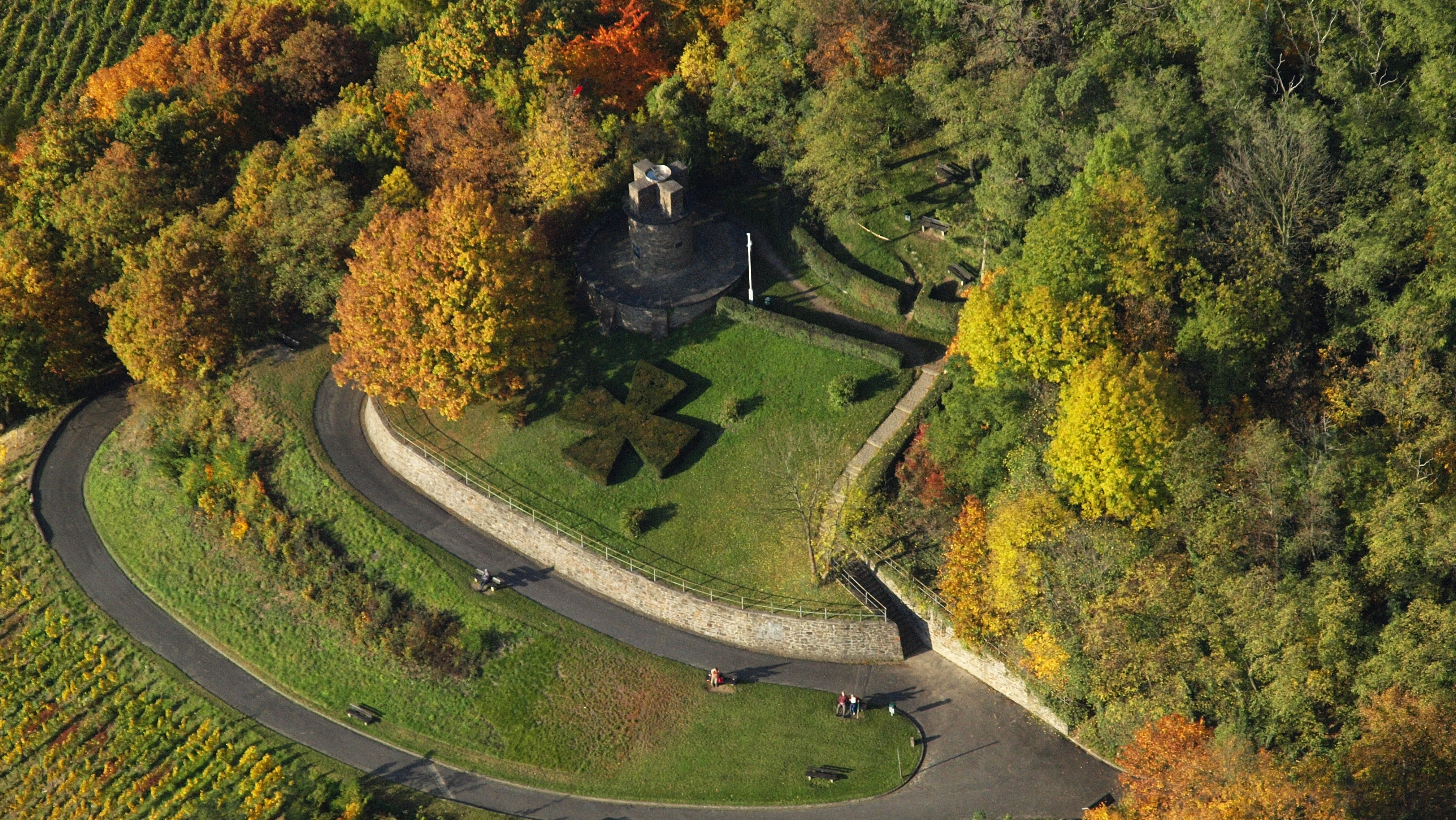
Luftaufnahme (2015)

Das Ulanendenkmal in Rhöndorf, einem Ortsteil der Stadt Bad Honnef im nordrhein-westfälischen Rhein-Sieg-Kreis, ist ein Denkmal für die im Ersten Weltkrieg Gefallenen des Ulanen-Regiments „Großherzog Friedrich von Baden“ (Rheinisches) Nr. 7. Es steht als Baudenkmal unter Denkmalschutz.

## Lage
Das Ulanendenkmal liegt am Rhöndorfer Südhang des Drachenfels am oberen Ende der zu der Großlage Petersberg gehörenden Weinlage Rhöndorfer Drachenfels auf einer Höhe von knapp 115 m ü. NHN. Es steht auf einer terrassierten Bergkuppe, die mit Treppenwegen und bruchsteinsichtigen Stützmauern ausgestattet ist.

## Geschichte
Ein Denkmal zu Ehren der im Ersten Weltkrieg gefallenen Soldaten des Regiments sollte zunächst in dessen Garnisonstadt Saarbrücken entstehen, die aufgrund des damaligen Status des Saargebiets und seiner Anbindung an Frankreich jedoch ausschied. Im Zuge der Bemühungen um einen Alternativstandort stellte die aus Rhöndorf stammende Mutter eines Rittmeisters des Regiments, Ludwig Lantz, ein Grundstück für den Bau des Denkmals bereit.
Das Denkmal in Rhöndorf entstand nach einem unentgeltlich ausgearbeiteten Entwurf des Düsseldorfer Architekten Emil Fahrenkamp. Die Bauausführung übernahm ein ortsansässiger Baumeister. Die Baukosten wurden aus Spenden bestritten. Mit dem Bau wurde noch vor 1923 begonnen, die Einweihung erfolgte am 27. September 1925 im Beisein von knapp 1.000 Menschen.
Das Bauwerk befindet sich seit 1961 in Eigentum und Obhut der Stadt Bad Honnef. Seine Eintragung in die Denkmalliste der Stadt Bad Honnef erfolgte am 24. September 1984. Ab Frühjahr 2020 wurde das Denkmal saniert.

## Beschreibung
Das Denkmal ist in Bruchstein ausgeführt. Es gliedert sich in einen Zylinder mit kantigem Gesims und einen sich nach oben hin anschließenden kreuzförmigen Aufsatz, auf dessen Zentrum eine runde Metallschale liegt. Den Unterbau bildet eine kreisförmige Aussichtsplattform, ebenfalls mit kantigem Gesims. Die Wiese unterhalb des Denkmals ist mit Buchsbaum in Form des Eisernen Kreuzes bepflanzt.
Am Denkmal ist eine in Kupfer getriebene Inschrifttafel mit einer dem Saarbrücker Ulanendenkmal von 1913 entlehnten Reliefplastik, die einen Ulanen auf steigendem Pferd darstellt, angebracht. Auf zwei Bronzetafeln sind die Namen der gefallenen 23 Offiziere und 55 Unteroffiziere und Mannschaften mit Todestag und Dienstgrad zu lesen.